# James Grimston (2e comte de Verulam)
Pour les articles homonymes, voir Grimston.
James Walter Grimston, 2e comte de Verulam (20 février 1809 - 27 juillet 1895), connu sous le nom de vicomte Grimston de 1815 à 1845, est un pair britannique et un homme politique conservateur.

## Biographie
Il est le fils aîné de James Grimston (1er comte de Verulam), et de Charlotte Jenkinson. Il succède à son père comme second comte de Verulam en novembre 1845. 
En 1860, le Times note que Grimston est l'un des trois seuls à tenir des pairies dans les trois royaumes d'Angleterre, d'Écosse et d'Irlande. 
Verulam est élu à la Chambre des communes pour St Albans en 1830, poste qu'il occupe jusqu'en 1831, puis représente Newport, en Cornouailles de 1831 à 1832 et le Hertfordshire de 1832 à 1845. La dernière année, il succède à son père au comté et entre la Chambre des lords. Plus tard, il sert dans les deux premières administrations du comte de Derby en tant que Lord-in-waiting (whip du gouvernement à la Chambre des Lords) en 1852 et de 1858 à 1859. Entre 1845 et 1892, il occupe également le poste honorifique de Lord Lieutenant du Hertfordshire, succédant à son père. 

## Cricket
Il joue au cricket de première classe comme batteur droitier. Il est principalement associé au club de cricket de Marylebone (MCC), faisant 21 apparitions de 1830 à 1849. Dans les tableaux de pointage de l'époque, jusqu'en 1845, il est nommé Lord Grimston. 
Plusieurs membres de sa famille sont des joueurs de cricket de première classe: trois de ses frères, Edward, Robert et Francis, ainsi que ses neveux, Walter Grimston et Lord Hyde. 

## Famille
Lord Verulam épouse Elizabeth Joanna Weyland, fille de Richard Weyland, en 1844. Ils ont eu six enfants: 
- Harriot Elizabeth Grimston (1845 - 15 août 1888), mariée au major-général Francis Harwood Poore le 6 mars 1885
- Jane Grimston (12 décembre 1848 - 2 novembre 1920), mariée à Alfred Jodrell, quatrième baronnet le 25 février 1897
- James Grimston (3e comte de Verulam) (1852-1924)
- William Grimston (7 janvier 1855 - 10 mai 1900)
- Maud Grimston (c.1857 - 3 septembre 1929), mariée au major Paulyn Rawdon-Hastings, fils du 1er baron Donington et de Edith Rawdon-Hastings (10e comtesse de Loudoun)
- Robert Grimston (18 avril 1860 - 8 juillet 1928), épousa Gertrude Villiers et est le père de l'homme politique conservateur Robert Grimston (1er baron Grimston de Westbury) .

Lord Verulam décède en juillet 1895, à l'âge de 86 ans. Son fils aîné, James, lui succède dans ses titres.